# Jabari Bird
Jabari Bird, né le 3 juillet 1994, à Vallejo, en Californie, est un joueur américain de basket-ball. Il évolue au poste d'arrière.

## Palmarès
- McDonald's All-American Game 2013